# Carlos Giménez
Carlos Giménez (Madrid, 6 de març de 1941) és un autor de còmic espanyol que ha reflectit la seua biografia en la seua obra. Així, la seua infantesa a les llars de l'Auxilio Social a l'Espanya de la postguerra es reflectirà més tard en la seua sèrie Paracuellos. De les seues primeres experiències com a dibuixant crearà la sèrie Los Profesionales.

## Biografia
Carlos Giménez neix el 6 de març de 1941, al barri Embajadores de Madrid, dos anys després d'acabar la Guerra Civil espanyola. Era el més petit de tres germans, Vicente, Antonio i Carlos. El seu pare es deia Vicente, va emigrar del seu poble, Tomelloso, a Madrid per muntar un taller de soldadura autògena, i elèctrica, juntament amb altres socis.
El pare de Carlos va morir d'una trepanació d'oïda, quan aquest només tenia un any d'edat, la seva mare Marcelina, originària de Santa Cruz del Valle, un poble d'Àvila, va queda viuda amb tres fills al seu càrrec, després de vendre el taller del seu marit i amb el poc diner que li van donar va muntar diversos negocis amb molt poca fortuna. En aquells temps vivien al considerat per molts com el barri de Lavapiés. Aquesta etapa de la seva vida va ser breu, la seva mare va emmalaltir de Tuberculosis, i fou ingressada d'hospital en hospital. Davant d'aquesta situació Carlos i el seu germà mitjà van passar a càrrec de l''Auxilio Social i, degut a la seva diferència d'edat, els van dur a internats diferents. El germà gran va anar amb uns parents de Tomelloso.
Als Hogares de Auxilio Social
Després de la separació dels seus germans, en Carlos va viure en diferents col·legis d'acollida, Hogar Bibona i Colegio General Mola a Madrid, després d'aquí als hogares, Batalla del Jarama a Paracuellos, i Garcia Morato, a Barajas. En Carlos, un infant d'uns cinc anys, no era conscient del que seria la seva infància. L'esperaven anys molt durs, farcits de pors, càstigs cruels i el fanatisme religiós dels seus cuidadors, així com gana i fred. En aquests anys d'infantesa i internament, utilitza els mitjans al seu abast per aconseguir una mica d'estima d'alguna professora i fa servir les seves aptituds artístiques en benefici propi. Fa dibuixos per alguna professora, decora l'armari d'un professor de Falange, i amb això es lliura de resar alguns rosaris o d'anar a algunes classes i de fer algunes hores d'instrucció paramilitar.
La idea que el dibuix pot ser un mitjà de vida, comença a agafar forma al seu cap. Els còmics d'El Cachorro comencen a tenir importància a la seva vida, juga a ser el personatge d'Iranzo, copia els còmics, se'ls aprèn de memòria, i es fa la promesa a si mateix que algun dia serà dibuixant.

## Obra
Com a professional va començar unint-se a l'estudi de Manuel López Blanco el 1959 amb els seus primers treballs professionals per a l'agència Ibergraf. La seua primera sèrie important és Drake & Drake, seguida de Buck Jones. Va compartir estudi amb Esteban Maroto i Adolfo Usero. El 1963 es va traslladar a Barcelona, i es va unir a l'agència Selecciones Ilustradas de Josep Toutain, on va dibuixar les sèries Gringo (1963, amb guions de Manolo Medina) i Delta 99 (1968 sobre guions de Jesús Flores Thies). Fins aquell moment, la majoria dels seus treballs es publicaven a l'estranger i era quasi un desconegut a Espanya.
A partir de guions de Víctor Mora realitza la sèrie Dani Futuro a partir de 1969. Les seues inquietuds polítiques, unides a les seues reivindicacions sobre els seus drets d'autor el porten a abandonar la sèrie per a realitzar els seus propis projectes, començant per l'adaptació de la novel·la de Brian W. Aldiss El lento morir de la tierra que porta el títol Hom en la versió de Giménez. Es va publicar per primera vegada a Espanya el 1977, si bé a l'estranger s'havia publicat tres anys abans.
El 2005 va rebre el Gran Premi del Saló del Còmic de Barcelona, com a reconeixement per tota la seua carrera.

## Obra i Personatges
| Anys | Publicació                  | Títol / Personatge | Format           | Guionista                    | Editorial                  | En els números                                           |
| ---- | --------------------------- | ------------------ | ---------------- | ---------------------------- | -------------------------- | -------------------------------------------------------- |
| 1963 | El Gigante de la Historieta | Varis              | Quadern vertical | H.G.Oesterheld               | Ediciones Manhattan        | 8                                                        |
| 1966 | Oeste                       | Varis              | Quadern vertical | Raúl Lobos/sense identificar | Editorial Ferma            | 84 (El Loco), 111 ("Gringo" era el mejor)                |
| 1969 | Kiko-2000                   | varis              | Quadern vertical |                              | Euredit                    | 1,2,3,4,5,8,9                                            |
| 1969 | Gaceta Junior               | Varis              | Revista          | varis                        | Universo infantil,S.A.     | 1,Ext.2,53,73,74,75,76,77,78,79,80,81                    |
| 1970 | Gringo                      | Gringo             | Quadern Vertical | Varis                        | Ibero Mundial de Ediciones | 1,2,3,4,5,6,7,8,9,10,11,12,13,14,15,16,17,18,19,20,21,22 |

- "Gringo" (1963).per l'agencia Selecciones Ilustradas.
- "Delta 99" (1968).
- "Dani Futuro" (1969).
- "Hom" (1974).
- "España Una, Grande y Libre" (1976), guions d'Ivá.
- "Paracuellos" (1976). Narra la vida d'uns xiquets de la postguerra franquista que vivien a les llars d'Auxilio Social.
- "Barrio" (1977).
- "La saga de los Menéndez" (1978).
- "Koolau el leproso" (1978), adaptació d'un relat de Jack London.
- "Auxilio Social" (1980).
- "Érase una vez en el futuro" (1980).
- "Romances de andar por casa" (1983-85).
- "Bandolero" (1987)
- "Una infancia eterna" (1991), amb guió de Godard.
- "Sabor a menta y otras historias" (1994), recull de nou històries dibuixades entre 1970 y 1992.
- "El capitán Alatriste" (2005), com a guionista i Joan Mundet com a dibuixant.
- "Los Profesionales". sèrie (oberta) de 5 àlbums.
- "39-39. Malos tiempos" (2007-2009). sèrie completa de 4 àlbums.